# Батнер (Північна Кароліна)
Батнер (англ. Butner) — місто (англ. town) в США, в окрузі Ґранвілл штату Північна Кароліна. Населення — 8397 осіб (2020).

## Географія
Батнер розташований за координатами 36°7′47″ пн. ш. 78°44′42″ зх. д. / 36.12972° пн. ш. 78.74500° зх. д. (36.129731, -78.745092).  За даними Бюро перепису населення США в 2010 році місто мало площу 36,14 км², з яких 36,08 км² — суходіл та 0,06 км² — водойми.

## Демографія
Згідно з переписом 2010 року, у місті мешкала 7591 особа в 2767 домогосподарствах у складі 1874 родин. Густота населення становила 210 осіб/км².  Було 2999 помешкань (83/км²).
Расовий склад населення:
| - 59,5 % — білих - 30,1 % — чорних або афроамериканців - 0,9 % — азіатів - 0,7 % — корінних американців - 6,5 % — осіб інших рас |

До двох чи більше рас належало 2,3 %. Частка іспаномовних становила 14,7 % від усіх жителів.
За віковим діапазоном населення розподілялося таким чином: 26,0 % — особи молодші 18 років, 63,6 % — особи у віці 18—64 років, 10,4 % — особи у віці 65 років та старші. Медіана віку мешканця становила 36,9 року. На 100 осіб жіночої статі у місті припадало 97,3 чоловіків;  на 100 жінок у віці від 18 років та старших — 90,4 чоловіків також старших 18 років.
Середній дохід на одне домашнє господарство  становив 55 766 доларів США (медіана — 46 898), а середній дохід на одну сім'ю — 58 616 доларів (медіана — 50 020). Медіана доходів становила 45 438 доларів для чоловіків та 42 098 доларів для жінок. За межею бідності перебувало 17,5 % осіб, у тому числі 18,1 % дітей у віці до 18 років та 20,6 % осіб у віці 65 років та старших.
Цивільне працевлаштоване населення становило 3003 особи. Основні галузі зайнятості: освіта, охорона здоров'я та соціальна допомога — 24,3 %, виробництво — 17,8 %, мистецтво, розваги та відпочинок — 10,9 %, науковці, спеціалісти, менеджери — 9,5 %.